# Banu Güven
Banu Güven (* 15. Mai 1969 in Istanbul, Türkei) ist eine türkische Journalistin und Fernsehmoderatorin.
Banu Güven besuchte bis 1987 das İstanbul Lisesi und studierte anschließend Internationale Beziehungen an der Universität Istanbul. Für den Journalismus interessiert sie sich bereits während des Studiums. Sie hat für eine in der Türkei herausgegebene deutsch-türkische Zeitschrift gearbeitet, bevor sie für eine schweizerische Zeitung aus der Türkei korrespondierte.
In der Türkei arbeitete sie zuerst für Milliyet, bevor sie 1997 zum Nachrichtensender NTV wechselte, bei dem sie zunächst als Reporterin tätig war. Im Laufe ihrer Karriere bei NTV moderierte sie diverse Sendungen, wie Hafta – Bu Hafta (Die Woche – Diese Woche), 24 Saat (24 Stunden) und artı (Plus), war aber auch als Nachrichtensprecherin zu sehen.
Nach einem für die Türkei skandalösen Interview mit Vedat Türkali, der Abdullah Öcalan Grüße übermittelte, wurde sie vom Sender entlassen. Im Nachhinein wurde auch bekannt, dass der Grund auch noch ein geplantes Interview mit der kurdischen Politikerin Leyla Zana kurz vor der Parlamentswahl war, die von türkischen Medien boykottiert wird. Der Fall erregte Aufsehen in der Türkei, da Banu Güven sich mittels eines offenen Briefes an Ministerpräsident Erdogan wandte.
Von 2008 bis 2010 schrieb Banu Güven Kolumnen für die Wochenendbeilage der linksliberalen Zeitung Radikal. Im Januar 2014 begann sie beim prokurdischen TV-Sender İMC TV, wo sie als Anchorwoman und bekannteste Gesicht des Senders galt. Am 29. September 2016 wurde İMC TV gemeinsam mit rund 20 anderen Medien von der staatlichen Rundfunkaufsicht RTÜK geschlossen. Das gesamte technische Equipment des Senders wurde beschlagnahmt und in ein Depot des staatlichen Senders TRT gebracht. Wegen angeblicher „Gefährdung der nationalen Sicherheit“ und der angeblichen Nähe zu einer Terrororganisation wurde ein Verfahren gegen den Sender eröffnet. 130 Leute, die bis dahin für den Sender gearbeitet hatten, wurden arbeitslos – unter ihnen Banu Güven. Banu Güven erklärte: „Wenn das so weitergeht wird Europa in der Türkei bald keine demokratischen Ansprechpartner mehr haben.“
Seit Ende 2016 veröffentlicht Güven regelmäßig "Videokolumnen" bei Cosmos und schreibt zudem für den türkischsprachigen Dienst der Deutschen Welle.
Im April 2017 wurde Banu Güven für ihr journalistisches Engagement in sozialen Medien mit dem Sonderpreis des Henri-Nannen-Preises ausgezeichnet.
Sie spricht neben ihrer Muttersprache Türkisch auch Deutsch, Französisch und Englisch. Sie ist mit dem Architekten Aykut Dokur verheiratet.